# Musée Lusto
Le Musée Lusto - Musée de la forêt de Finlande (finnois : Lusto – Suomen Metsämuseo) est un musée situé à Punkaharju en Finlande.

## Architecture
L'édifice est conçu par Rainer Mahlamäki et Ilmari Lahdelma.

## Expositions
Lusto préserve et expose l' histoire de la forêt et de la foresterie finlandaise. 
Les collections disposent actuellement d'environ 13 000 objets et de 350 000 photographies et de 1 500 films. 
La bibliothèque possède environ 15 000 publications.

## Galerie

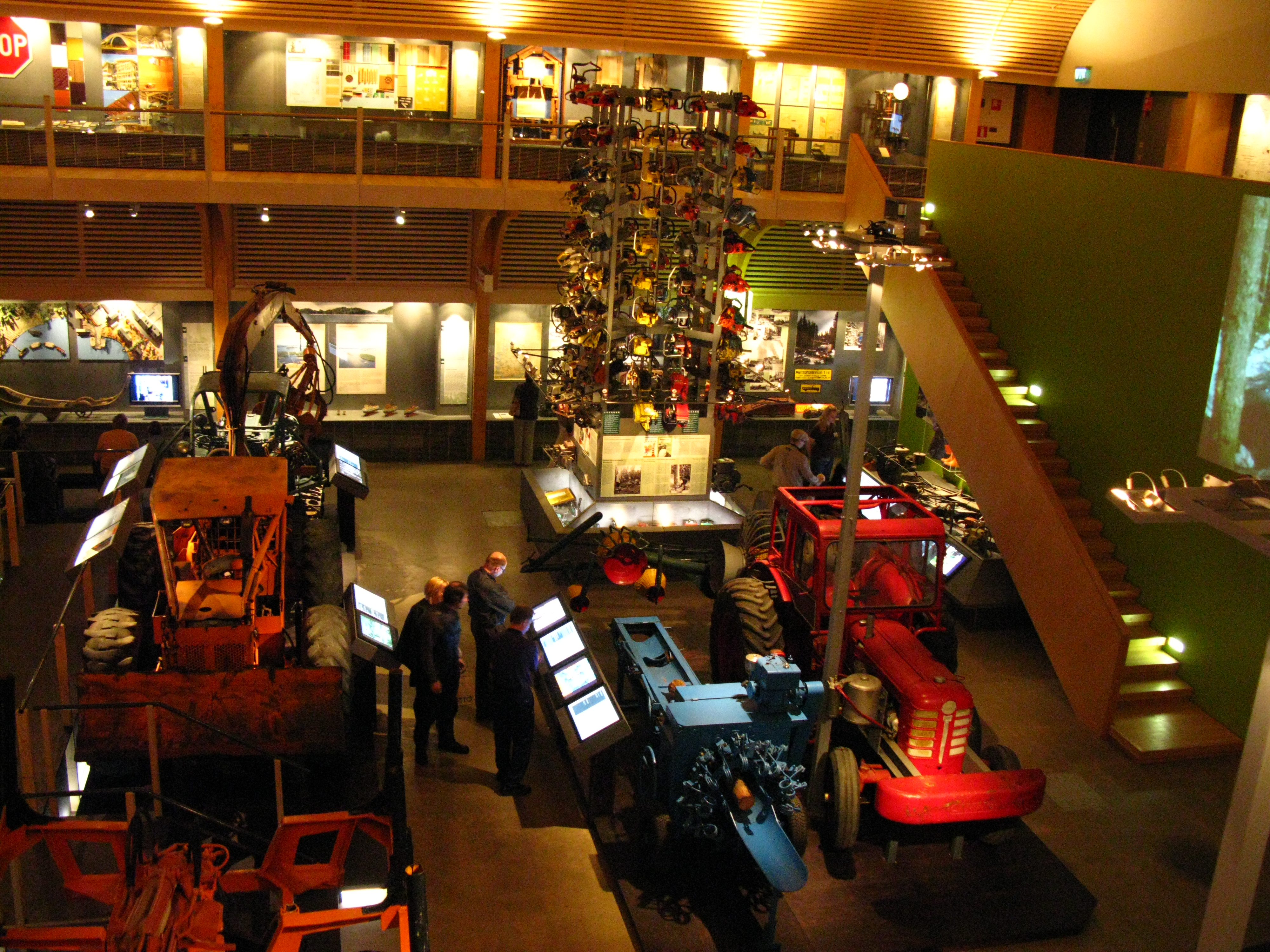
Vue intérieure.
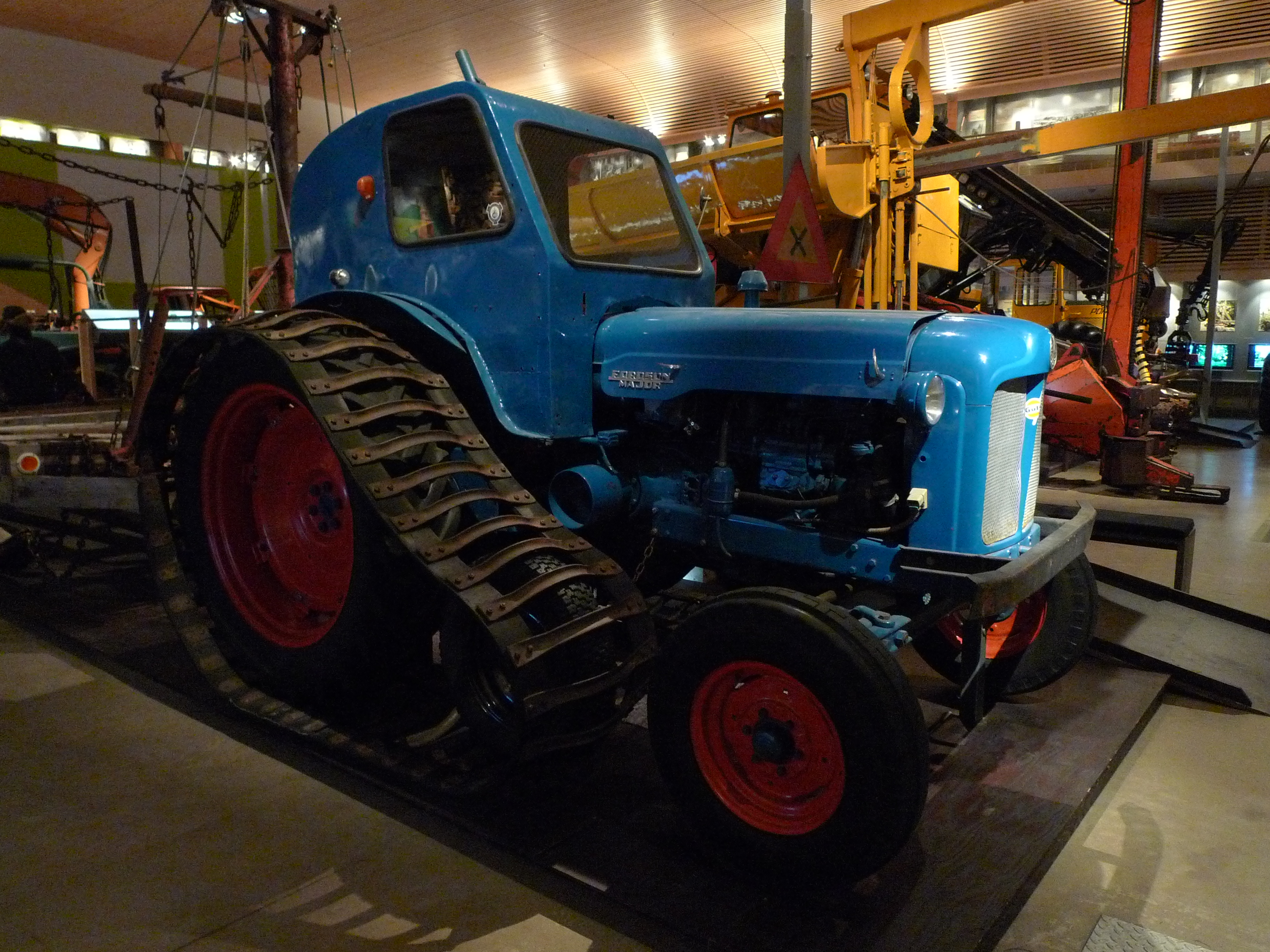
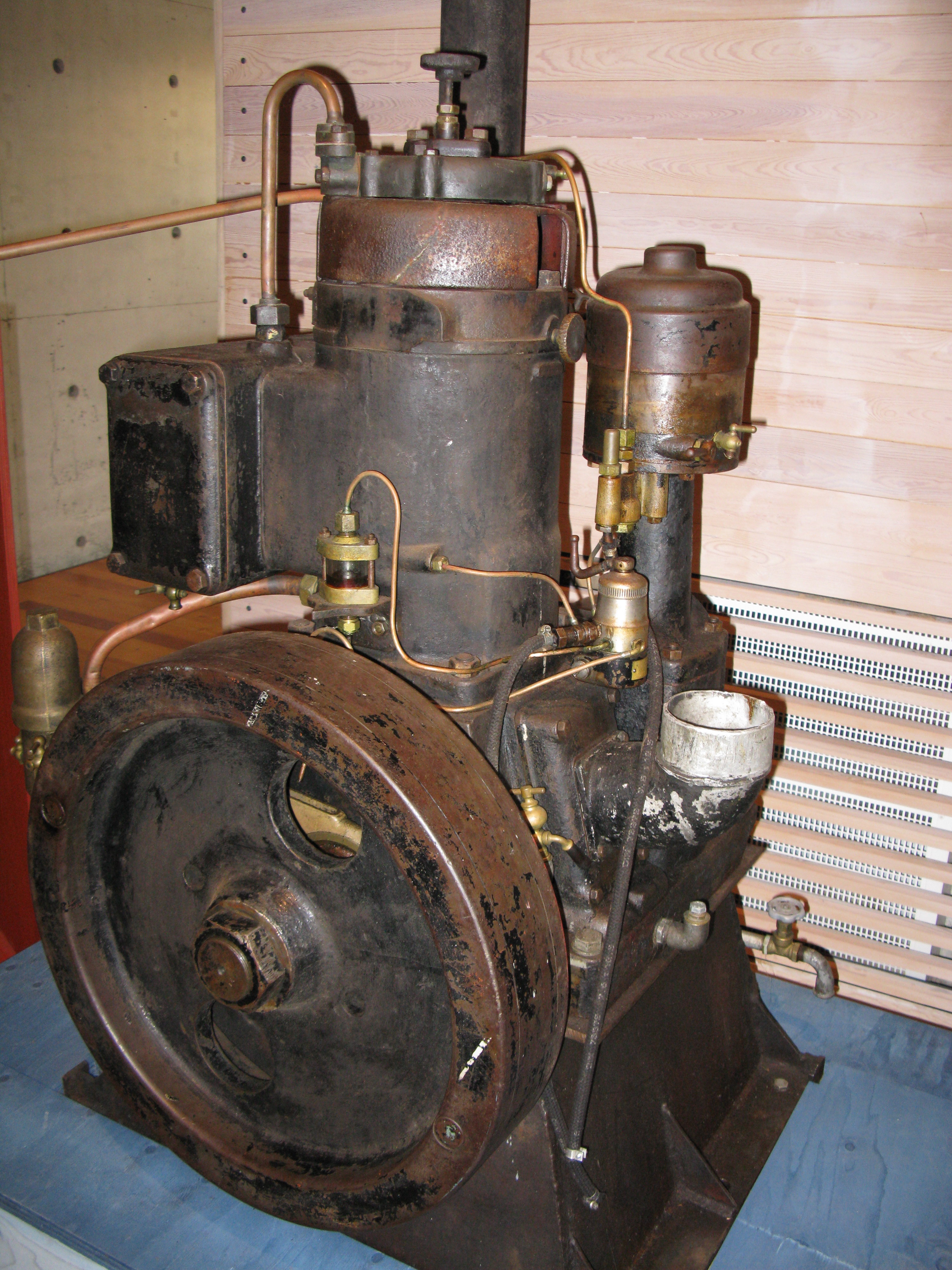